# Polydesmus sanctus
Polydesmus sanctus är en mångfotingart som beskrevs av Karsch 1881. Polydesmus sanctus ingår i släktet Polydesmus och familjen plattdubbelfotingar. Inga underarter finns listade i Catalogue of Life.